# کلارا برایانت
کلارا برایانت (انگلیسی: Clara Bryant؛ زادهٔ ۷ فوریهٔ ۱۹۸۵) یک هنرپیشه اهل ایالات متحده آمریکا است.